# Кольонія-Коцишев
Кольонія-Коцишев (пол. Kolonia Kociszew) — село в Польщі, у гміні Зелюв Белхатовського повіту Лодзинського воєводства.
У 1975-1998 роках село належало до Пйотрковського воєводства.